# Mizzi Parla

Mizzi Parla auf einer handsignierten Porträtpostkarte (um 1918)

Mizzi Parla (* 10. Juli 1887 als Maria Amalia Puchta in Prag, Österreich-Ungarn; † 16. August 1957 in Himmelkron, Deutschland) war eine österreichische Operettensoubrette sowie Schauspielerin am Theater und beim deutschen Stummfilm der 1910er Jahre.

## Leben und Wirken
Die in Czernowitz aufgewachsene Mizzi Puchta war die Tochter des bekannten Mathematikers und Universitätsprofessors Anton Puchta und seiner Frau Gabriele geb. von Nowicki. Ihr etwas jüngerer Bruder war der bei der Körting-Katastrophe am 20. Juni 1914 nahe Fischamend ums Leben gekommene 25-jährige Fregattenleutnant Wolfgang Puchta.
Mizzi Puchta wählte das Pseudonym Parla und erhielt 1907 ihre künstlerische Ausbildung an der Operettenschule Gothov-Grünecke. Seit Antritt ihres ersten Festengagements im Juli 1908 konnte sie frühe Erfolge am Stadttheater von Marburg (Maribor) feiern. Dort sah sie der Wiener Theaterdirektor Josef Jarno und holte sie im darauf folgenden Jahr an das von ihm geleitete Theater in der Josefstadt, wo Mizzi Parla am 21. Mai 1909 ihren Einstand mit der Titelrolle in Georges Plumards Lustspiel Die Unschuld vom Lande gab. Die Kritik schrieb: „Die junge Dame bringt für ihr Fach einige sehr beachtenswerte Qualitäten mit: Sie hat talentierte Tanzbeine, die sie mit kecker Grazie zu schwingen versteht, besitzt eine kräftige, wohlklingende Sopranstimme und bewegt sich auf der Szene recht degagiert. Dagegen ist ihre Sprechweise noch undiszipliniert, ihre Gesten sind eckig und ihre Hände viel zu geschwätzig.“
In der Folgezeit wechselte Parla zwischen Berlin und Wien hin und her, trat sowohl am Berliner Theater als auch am Raimund-Theater auf und reüssierte als Soubrette vor allem in heiteren Operetten wie Ihr Adjutant und Der Graf von Luxemburg. Abstecher führten sie bis nach Karlsbad und in ihre Geburtsstadt Prag. In dem Operettenklassiker Die lustige Witwe erhielt sie 1911 im Theater an der Wien die weibliche Hauptrolle der Valencienne.
1911 wurde sie in Berlin von dem umtriebigen Theatermacher, Regisseur und Produzenten Heinrich Bolten-Baeckers zum Film geholt. In den kommenden fünf Jahren spielte Mizzi Parla Hauptrollen in überwiegend kurzen und mittellangen Lustspielen, oftmals an der Seite beliebter Berliner Komödiantenkollegen wie Leo Peukert und Herbert Paulmüller. Zu Beginn des Ersten Weltkriegs sah man sie mehrfach auch in patriotischen Erbauungsstücken der Produktion Bolten-Baeckers, etwa in Kriegsgetraut, Es braust ein Ruf wie Donnerhall, Michels eiserne Faust und Michels Weihnachten 1914. In der filmfreien Zeit nahm sie Verpflichtungen an, die sie ab 1912 nach Amsterdam, Riga, Magdeburg (Zentraltheater) und nach Bremen führten, wo man sie in der Spielzeit 1916/17 am Tivoli-Operetten-Theater sehen konnte. 1917 kam Parla nach München und nahm ein Engagement am dortigen Theater am Gärtnerplatz an. In der Spätphase des Krieges (1918) folgte noch ein Auftritt in einer Münchner Filmproduktion, danach brach ihre Filmkarriere ab. 1920 war sie an Münchens Komödienhaus (Theater Blumensäle) engagiert, ehe sie im Jahr darauf den Gutsbesitzer Walter Margerie heiratete und sich ins Privatleben zurückzog.
Zuletzt lebte Mizzi Parla mit ihrem Mann im oberfränkischen Wirsberg, wo ihr Schwager Eduard Margerie das Sanatorium Goldene Adlerhütte leitete. Sie starb einen Monat nach ihrem 70. Geburtstag im Alters- und Pflegeheim des Nachbarorts Himmelkron.

## Filmografie
- 1911: Leo Saperloter
- 1913: Seine Kammerjungfer
- 1913: Die zweite Mutter
- 1913: Dissonanzen des Lebens
- 1914: Die bekehrte Frauenrechtlerin
- 1914: Kriegsgetraut
- 1914: Es braust ein Ruf wie Donnerhall
- 1914: Michels eiserne Faust
- 1914: Michels Weihnachten 1914
- 1915: Der Tyrann von Muckendorf
- 1915: Kapellmeisters Pflegekind
- 1915: Die gute Fee
- 1915: Der Entführer
- 1915: Das alte Lied
- 1916: Der Wink des Schicksals
- 1916: Kaiser Tiberius
- 1918: Die wahre Liebe ist das nicht